# Parque natural del Montgrí, las Islas Medas y el Bajo Ter
El Parque Natural del Montgrí, las Islas Medas y el Bajo Ter (en catalán Parc Natural d'El Montgrí, les Illes Medes i el Baix Ter) es un espacio natural protegido español situado a caballo entre las comarcas del Alto Ampurdán y el Bajo Ampurdán, en la provincia de Gerona, Cataluña. 
Ocupa 8192,19 hectáreas de superficie tanto terrestre como marina (2037 ha). El 13 de mayo de 2010 fue declarado parque natural con la aprobación de la Ley de Declaración del parque natural del Montgrí, las Islas Medas y el Bajo Ter en el Parlamento de Cataluña. 
El parque natural incluye además dos reservas naturales parciales, una marina, la de las Islas Medas, y otra terrestre, la del Bajo Ter; una reserva natural integral en la zona emergida de las Islas Medas por su alto valor; una zona periférica de la reserva natural parcial marina, y un ámbito de protección de espacios agrarios. A pesar de la aprobación de la ley de creación del parque se creaba su junta rectora en 2013, con tres años de diferencia, que tiene por objeto desarrollar el funcionamiento reglamentario de este parque. La junta la forman una cuadragésima de miembros, incluyendo una veintena de entidades, ocho representantes municipales (uno por cada uno de los municipios que incluyen porciones del parque) y doce representantes otras administraciones que tienen la voluntad de nombrar la comisión permanente de carácter ejecutivo.

## Historia
Ya hace muchos años que las Islas Medas han sido objeto de estudio para los científicos que estudiaban los fondos marinos del litoral, pero no fue hasta el comienzo del 1980 cuando el Instituto de Estudios Catalanes encargó un trabajo colectivo sobre los sistemas naturales de las Islas Medas, que supuso un gran impulso para consolidar las tareas de protección para la conservación de su patrimonio natural y cultural. A finales del 1969, la Federación Española de Actividades Subacuáticas puso en marcha un proyecto para proponer la creación de un parque submarino en las islas, pero las primeras leyes de protección no llegaron hasta los años ochenta, cuando la Generalidad de Cataluña publicó la Orden de 25 de noviembre de 1983, por la cual se prohibía la pesca y extracción de recursos marinos vivos del litoral de las Islas Medas. Esta protección fue ampliada con la Ley 19/1990, de 10 de diciembre, de conservación de la fauna y flora del fondo marino de las Islas Medas, la aplicación de la cual ha comportado que, actualmente, el área Protegida de las Islas Medas se haya convertido en una de las más importantes del Mediterráneo.
No fue hasta la aprobación del Plan de espacios de interés natural en 1992 cuando se hizo efectiva la protección del Montgrí, la parte emergida de las Islas Medas y también una parte de los humedales del Bajo Ampurdán. En fecha de 10 de enero de 2000 el Gobierno de Cataluña adoptó el acuerdo por el cual se apruobaba definitivamente el Plan especial de delimitación definitiva del espacio del PEIN del Montgrí.
El mes de diciembre de 2001, la reunión de las partes contratantes del Convenio de Barcelona subscrito en Mónaco aprobó incluir los fondos marinos de las Islas Medas en la lista inicial de las zonas especialmente protegidas de importancia para el Mediterráneo (ZEPIM), por la existencia de especies singulares con elevado valor ecológico, tanto animales como vegetales.
El Decreto 222/2008, de 11 de noviembre, por el cual se aprueba el Plan rector de uso y gestión del área Protegida de las Islas Medas (PRUG), fue la última normativa aplicada a las islas.
El Acuerdo de Gobierno de septiembre del 2006, por el cual se designan zonas de especial protección para las aves (ZEPA) y se aprueba la propuesta de lugares de importancia comunitaria (LIC), que configura la red Natura 2000 en Cataluña, unifica los tres espacios del PEIN del Montgrí, las Islas Medas y el bajo Ter en uno solo, ampliando varios espacios como el ámbito marino del Montgrí, la zona del Bol Roig en La Escala, el río Ter y la zona de las antiguas instalaciones de Radio Liberty en Pals.
El parque natural del Montgrí, las Islas Medas y el Bajo Ter se creó por la ley 15/2010, de 21 de mayo de 2010, con el objetivo principal de unificar la normativa de protección de los tres espacios que conforman el parque natural (Macizo del Montgrí, las Islas Medas y el Bajo Ter).
La ley declara como parque natural las Islas Medas, el macizo del Montgrí y su entorno marino así como el litoral del Bajo Ter. Comprende los municipios de: Torroella de Montgrí, Palos, Bellcaire d'Empordà, Palau Sator, Ullá, Fontanillas y Gualta, en la comarca del bajo Ampurdán, y La Escala a la comarca de la Alto Ampurdán. La ley declara como reserva natural parcial el ámbito marino en el entorno de las Islas Medas dando lugar a la Reserva Natural Parcial marina de las Islas Medas y también las lagunas y los humedales de los sectores de Ter viejo, Pletera, balsa de Fray Ramón y Les Basses d'en Coll y sus sistemas litorales asociados que en su conjunto originan la Reserva Natural Parcial de los Humedales del Bajo Ter. La superficie emergida de las Islas Medas se declara reserva natural integral.

## Patrimonio natural y cultural
La presencia de un paisaje singular, configurado por un litoral con acantilados, calas y playas que se adentran en unos fondos marinos de indudable valor ecológico, un macizo montañoso que se levanta entre las llanuras aluviales del Bajo y el Alto Ampurdán y los humedales que forma el río Ter cuando desemboca en la bahía de Pals, hacen del parque natural del Montgrí, las Islas Medas y el Bajo Ter un lugar único en Cataluña. Si a todo esto añadimos las numerosas improntas que ha dejado el hombre a lo largo de su historia, se completa un patrimonio digno de estudio, conservación y divulgación para que nuestras generaciones futuras puedan heredarlo, tal como lo heredamos nosotros.

### Paisaje
Resulta prácticamente imposible escribir sobre el paisaje de estos espacios sin hacer referencia explícita a su contexto ampurdanés. La pequeña comarca del Bajo Ampurdán, el Empordanet que Josep Pla describía en la obra Mi país, contiene como referente obligado el macizo del Montgrí, imponente imagen que recuerda la figura de un obispo dormido y estirado que con la punta de los dedos de los pies parece querer comprobar la temperatura de las aguas del Mediterráneo. Pla calificó el castillo del Montgrí como el «botón de la rueda de l'Empordà» y la «flor de piedra del país» y escribió alabanzas dedicadas al castillo en la obra De la Empordanet en Perpiñán: «Los ampurdaneses, sea qué sea nuestro lugar de residencia, tenemos el castillo del Montgrí ante los ojos toda la vida. Solo tenemos que abrir una ventana o dar cuatro pasos para que se nos aparezca. Y lo curioso es que cuanto más lo miramos más nos gusta. No nos cansamos nunca de mirarlo. Y cuando estamos fuera del país lo llevamos en nuestra memoria más íntima, personal y callada». Este pequeño territorio engloba una buena representación de casi todos los paisajes mediterráneos más preciados desde los fondos submarinos a las calas y de las calas a las cumbres perfumadas con el olor del tomillo y el romero.
El valor paisajístico de esta zona se caracteriza principalmente por su gran heterogeneidad, por su singularidad y por el conjunto de factores geológicos, meteorológicos y humanos, que han ido dando forma a su medio físico y natural con comunidades vegetales y animales características.
El Espacio de Interés Natural del Montgrí configura una unidad de relieve singular dominada por una meseta con pequeñas elevaciones, situada entre la plana baja del Ter y el golfo de Roses. Las cumbres más altas son las situadas al suroeste, principalmente, el Montplà (310 m), la montaña de Ullà (307 m) y el Montgrí (303 m). La franja litoral se extiende a lo largo de casi 10 km entre el cabo de la Barra y cala Montgó, y es el único ejemplo en Cataluña de acantilados excepcionales de casi 100 m de altura y de origen calcáreo. La geomorfología de la costa es muy diversa, y origina diferentes accidentes como calas, golfos, islotes o cuevas, que en conjunto constituyen un paisaje de excepcional belleza, que ha sido modelado sobre todo por la acción del mar. Otro factor paisajístico particular es la existencia de una duna continental en el lado este del macizo, formada principalmente por la acción de los vientos de tramontana que han llevado gran cantidad de arena desde el Alto Ampurdán a lo largo de los años.
El pequeño archipiélago de las Medas, de 21,5 ha de superficie, está formado por siete islotes y algún escollo, y constituye un paisaje de gran belleza único en Cataluña, debido a la gran cantidad de ambientes y especies que se encuentran. Lo que determina el valor excepcional de las Medas en el Mediterráneo es su medio marino, donde encontramos paisajes de indudable valor como paredes verticales con comunidades de corales, praderas de posidonia, fondo poco profundos dominados por algas y las cuevas y túneles excavados a lo largo de los años por los fenómenos naturales. Las islas presentan una disimetría muy acusada entre los extremos este y oeste. Mientras que en la vertiente oriental encontramos acantilados cortados en vertical que se adentran de igual manera en los fondos marinos hasta unos 50 m de profundidad, el occidental tiene pendientes más suaves, que facilitan una accesibilidad más cómoda a la isla.

### Hábitats
Según la lista de los hábitats presentes en Cataluña (LHC), las Islas Medas y el macizo del Montgrí acogen un total de 25 hábitats diferentes, de los cuales 11 tienen interés comunitario y de estos, 3 son prioritarios.
Las Islas Medas presentan unos hábitats terrestres modelados por las condiciones climatológicas con presencia fundamentalmente de vegetación halófila (adaptada a la sal) y sin un estrato arbóreo denso. La superficie mayoritaria de las islas está cubierta de un extenso matorral y formaciones herbáceas de suelos salinos. La garriga también está presente, y el lentisco y el acebuche son los representantes del escaso estrato arbóreo, este último de importancia capital, puesto que ofrece refugio a la colonia de ardeidas nidificantes en las islas. La presencia de una colonia extensa de gaviotas ha provocado la transformación de la vegetación existente en muchos lugares hacia una vegetación de carácter más ruderal. Otra problemática es la que causan las especies foráneas que encuentran en las islas un medio adecuado donde desarrollarse. Los acantilados, su costa rocosa y los islotes y farallones ofrecen en este espacio la singularidad de un paisaje único en Cataluña.
La garriga de coscoja domina ampliamente la superficie recubierta del macizo, seguida de los pinares de pino blanco con sotobosque de garrigas. Hay que destacar también por su relevancia las dunas interiores plantadas de pinos y los prados secos de tierra baja. Los bosques esclerófilos de encina tienen una representación muy exigua. Los cultivos leñosos de secano, principalmente de olivo, mantienen una representación importante en el conjunto del macizo y sobre todo en sus vertientes abancaladas. También están presentes los pastos y los cultivos herbáceos extensivos de secano. Los riscos y peñascos calcáreos de las comarcas mediterráneas cálidas constituyen, además, un elemento configurador del paisaje. Los ambientes litorales y salinos están representados a lo largo de toda la costa del macizo entre los municipios del Estartit y La Escala.
En cuanto a la gran diversidad de hábitats marinos que encontramos a los fondos de las Islas Medas, en gran parte se debe a varios factores que hacen que haya una elevada productividad en la zona. Entre los factores más importantes, se encuentra la aportación de materia orgánica del río Ter, la influencia de los vientos norteños que favorecen la subida de aguas de profundidad ricas en nutrientes y la diversa composición de los fondos marinos, que provoca la existencia de diferentes hábitats adaptados a cada uno de ellos.
Entre los hábitats marinos más representativos de las islas encontramos:
- La cornisa: formada por una alga calcárea (Lithophyllum tortuosum), que crece a nivel de la superficie en las zonas batidas. En las Medas, ocupa un 75 % del perímetro y crece en forma de pequeños nódulos y con tasas rápidas de crecimiento. Su importancia recae en la gran cantidad de algas y pequeños animales (gusanos, moluscos y crustáceos) que se alojan a su interior, en los túneles y cavidades que se forman durante su crecimiento. Este conjunto hace de este hábitat un punto de alimento para gaviotas y una diversa variedad de peces.

- Las algas muy iluminadas: el paisaje submarino de las rocas someras y muy iluminadas se caracteriza por la presencia de una densa cobertura de algas de más de un centenar de especies de frondes arborescents y variados colores verdes, rojos y ocres. Como productor primario, este hábitat tiene una importancia vital en la red trófica de nuestro litoral.

- Las algas de penumbra: recubren los fondos a partir de los 10 m de profundidad, y están formadas por especies de algas verdes y rojas, adaptadas a la carencia de luz. Hay una gran variedad de animales ligados a este hábitat, como por ejemplo crustáceos, poliquetos, peces, etc.

- La pradera de posidonia: las fanerógamas marinas, sobre todo la Posidonia oceanica, especie endémica del Mediterráneo, forma un hábitat de interés comunitario incluido en el anexo I de la Directiva 97/62/UE. Un gran número de animales encuentran refugio y alimento entre sus hojas. La pradera de posidonia situada al oeste de la Meda Grande y de la Meda Pequeña es una de las mejor conservadas de toda la costa catalana, puesto que desde el momento de aplicación de la ley se prohibió el anclaje y se colocaron boyas con un sistema de fijación ecológico para evitar el impacto sobre este hábitat.

- El coralígeno: es un hábitat muy representado en las islas a partir de los 15 a 20 m de profundidad. Se caracteriza por la presencia de especies con tasas de crecimiento muy bajas, como las gorgonias rojas (Paramuricea clavata) y el coral rojo (Corallium rubrum), muy sensibles al impacto humano, pero que a la vez dan un valor paisajístico único a los fondos profundos del Mediterráneo.

- Las cuevas submarinas: creadas durante el paso de los años por la erosión de las aguas, los túneles y galerías en las Medas aumentan todavía más su atractivo subacuático. La carencia de luz en las cuevas impide el crecimiento de la vida vegetal, y se encuentran comunidades de esponjas, crustáceos y peces típicos de estos hábitats. En los túneles, en cambio, las paredes mantienen una rica fauna, gracias a la circulación de agua.

### Flora y vegetación
Las duras condiciones climatológicas debidas al viento, a la salinidad y a las deyecciones de los pájaros marinos condicionan fuertemente la vegetación de las islas. También la geología, los acantilados altos y escarpados sometidos a la acción continuada de los fenómenos meteorológicos, forman un conjunto de factores que obligan a la adaptación de la vegetación.
Las áreas de especial interés florístico de las Islas Medas destacan por hospedar todo un conjunto de comunidades de hierbas nitrófilas, adaptadas a la gran cantidad de materia orgánica que aportan las deyecciones de las colonias de pájaros marinos nidificants. Su interés radica en el origen natural de estas comunidades, fuera de la intervención humana.
Las comunidades propias de los acantilados y los lugares abruptos dominadas por la malva grande encuentran en las islas el único lugar de Cataluña donde ocupan el hábitat que les es propio, con carácter espontáneo. También hay que destacar los restos de maquias litorales, dominadas en las islas por el acebuchal.
Las particularidades florísticas del Montgrí vienen dadas por la misma singularidad del relieve, la morfología kárstica, el suelo magro y pedregoso y el clima marcadamente mediterráneo. Se distinguen como ambientes naturales los bosques, y es de interés muy remarcable la duna continental fijada a comienzos del siglo XX, las formaciones arbustivas, los cultivos, los roquedos interiores y los acantilados litorales.
Las formaciones arbustives de garriga ocupan la mayor parte de su superficie. Actualmente una buena parte del macizo está recubierto de masas arboladas. El pinar de pino blanco con sotobosque de garriga constituye la unidad mayoritaria y, en cambio, la distribución de la encina es muy escasa.
El macizo constituye un espacio con singularidades y rarezas florísticas muy destacables. Por su singularidad florística destacan dos grandes grupos: los briófitos o musgos y las plantas vasculares. La duna continental acoge determinados taxones de briófitos propios de la media montaña y muy raros en un contexto mediterráneo. Los acantilados costeros ofrecen un hábitat idóneo en el cual se desarrollan plantas interesantes y muy raras. En los prados secos de la Montaña Grande se encuentran comunidades muy ricas florísticamente que aumentan sensiblemente la biodiversidad del conjunto.

### Fauna terrestre
En el parque natural del Montgrí, las Islas Medas y el Bajo Ter las aves forman un grupo de especial interés tanto por las especies protegidas que encuentran refugio como por su diversidad. Entre el Montgrí y las Islas Medas se han contabilizado 189 taxones, de entre los cuales destacan las aves marinas, algunas aves rapaces, así como las rupícolas, por su buena representación. En las franjas litorales del macizo y a las islas encuentran refugio varias especies de rapaces como el halcón peregrino (Falco peregrinus), el cernícalo común (Falco tinnunculus), el duque (Bubo bubo) y la gralla (Corvus monedula).
La gran extensión de garrigar del Montgrí ha propiciado durando mucho tiempo un lugar de cría ideal para el gavilán (Circus pygargus). El águila cuabarrada (Hieraaetus fasciatus) también encuentra una importante área de cría. La fauna del macizo destaca también por la presencia de algunos elementos singulares como la población monoespecífica más numerosa en Cataluña del murciélago de cueva (Miniopterus schreibersii).
La gaviota de patas amarillas, Larus michaellis, es sin duda el ave más abundante a las islas, donde forma una colonia de las más numerosas del Mediterráneo. La colonia de ardeidas nidificantes formada por espulgabueyes (Bubulcus ibis), martinete blanco (Egretta garzetta) y martinete (Nycticorax nycticorax), también representa una de las más numerosas de Cataluña. La gran cantidad de cuevas y agujeros en las pendientes de la costa ofrecen un hábitat idóneo para la cría de las parejas de cuervo marino moñudo (Phalacrocorax aristotelis). La mitad de la población catalana de esta especie se encuentra en estos acantilados.

### Fauna submarina
La gran biodiversidad submarina que encontramos en las Islas Medas es en gran parte debida a la gestión y regulación de las actividades humanas y, por otro lado, a los factores ambientales de la zona, idóneos para la generación de vida.
La gran diversidad de fauna submarina que se encuentra a las Medas forma un ecosistema complejo, gracias a la heterogeneidad del tipo de fondo y de ambientes, que generan una gran variedad de nichos ecológicos que son ocupados por diferentes especies adaptadas a estos. La prohibición de extracción de cualquier tipo de recurso de la zona estrictamente protegida ha hecho que sea habitual ver grandes densidades de especies, mayoritariamente de peces, que son poco comunes en otros lugares. Es por eso que las islas se han convertido en parada obligada para los submarinistas de todo el mundo. En cuanto a los grupos faunísticos más características de las Medas, encontramos:
- Peces de efecto reserva: la protección de las islas ha hecho aumentar hasta densidades importantes algunas especies de peces que, por su valor comercial, son objetivo de la pesca profesional y, sobre todo, de la pesca deportiva, como por ejemplo el mero (Epinephelus marginatus), la dorada (Sparus aurata), la lubina (Dicentrarchus labrax), el déntol (Dentex dentex), el sardo imperial (Diplodus cervinus) o el corball (Sciaena umbra).

- Depredadores pelágicos: la gran densidad de fauna de la zona estrictamente protegida atrae un gran número de este tipo de depredadores, como los espets (Sphyraena sphyraena), las milanes (Myliobatis aquila) o un túnido como el escaso atún rojo (Thunnus thynnus).

- Comunidades de coralígeno: el valor paisajístico y ecológico del coralígeno mediterráneo está ampliamente representado en los fondos marinos de las islas; las paredes de gorgonias rojas (Paramuricea clavata), las cavidades con coral rojo (Corallium rubrum) y los mosaicos de esponjas son un claro ejemplo de las especies más representativas de esta comunidad. Especies protegidas de moluscos: las nacras (Pinna nobilis) y el dátil de mar (Lithophaga lithophaga) son especies protegidas que, en las Medas, se encuentran con poblaciones bien representadas y conservadas.

- Cetáceos: las poblaciones de delfín mular (Tursiops truncatus), de la zona norte de Cataluña, hacen apariciones habituales por las Medas y la costa del Montgrí, posiblemente atraídos por la cantidad de alimento que ofrecen las islas.

### Cultura e historia
El macizo del Montgrí constituye una de las ocupaciones humanas más antiguas de Cataluña. La situación del macizo y su naturaleza kárstica han permitido conservar restos arqueológicos de gran relevancia que sitúan las primeras ocupaciones humanas en el paleolítico inferior, ahora hace unos 300.000 años, cuando las cuevas ofrecían un refugio natural excelente al hombre cazador y recolector. La cueva del Duque de Torroella de Montgrí es la cavidad más grande habitable del macizo, donde confluyen toda una serie de factores que la hicieron apta para el uso como campamento base de un amplio territorio. Su situación elevada sobre la llanura la dota tanto de buenas capacidades de control visual y auditivo del entorno como de acceso a los recursos de los diferentes ecosistemas. La cueva del Duque de Ullà, más pequeña, fue utilizada por el hombre sobre todo para la caza de la cabra y el ciervo.
Los restos de estas ocupaciones se custodian actualmente en el Museo de Arqueología de Cataluña y en el Museo del Mediterráneo de Torroella de Montgrí. La industria de la cueva del Duque es una de las más completas y homogéneas del paleolítico inferior de Cataluña.
Las cavidades vuelven a utilizarse ya en el neolítico final, pero ahora como lugar de enterramiento. De esta época son la cueva de los Dientes, la cueva de en Calvet, la cueva de la Olivar de en Margall, la cueva de los Osos y el tozal Gordo. Las cavidades sepulcrales constituyen el único ejemplo de construcción dolménica en el Montgrí.

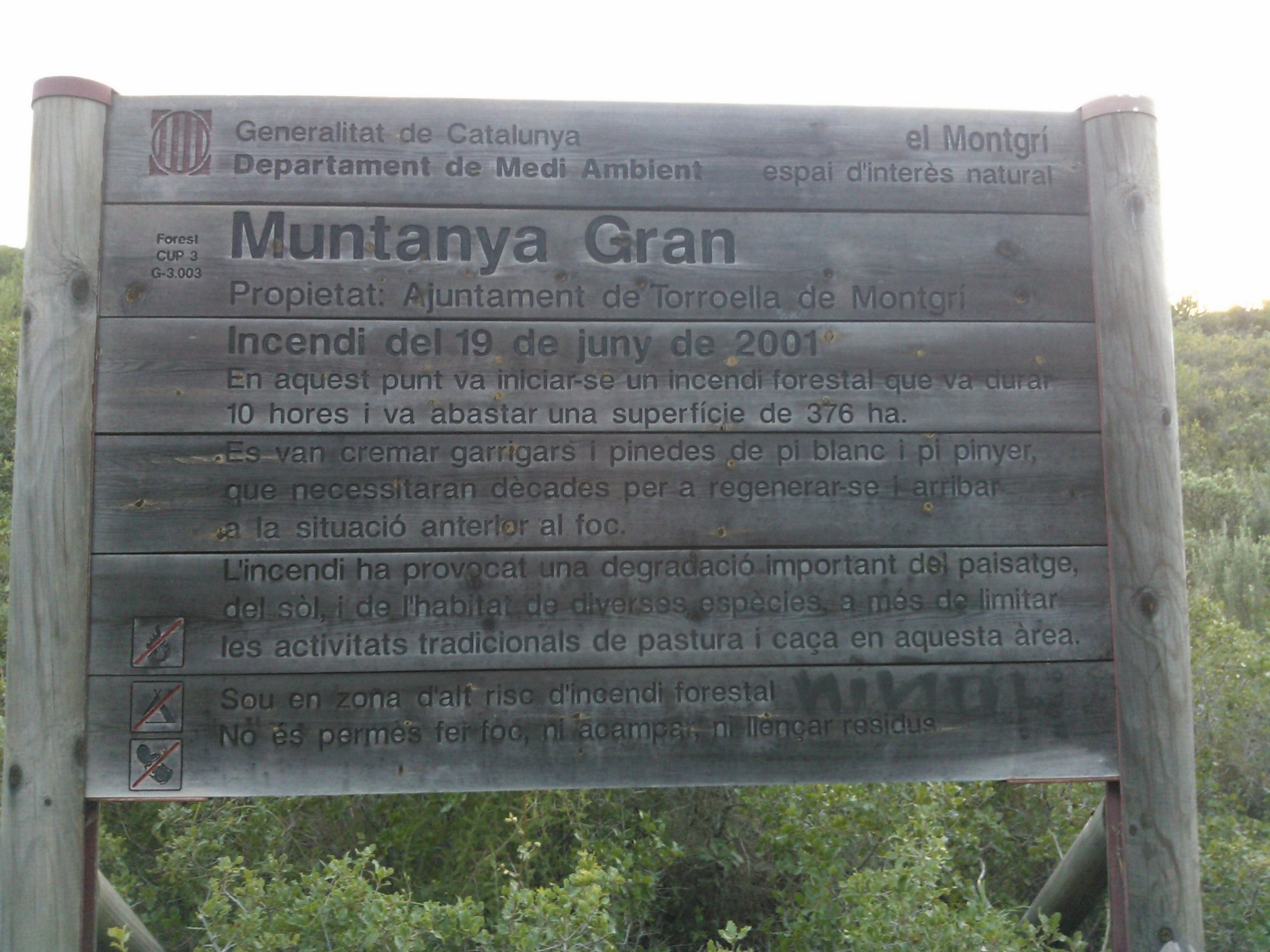
Cartel informativo sobre de un fuego del año 2001 en el parque

Los primeros asentamientos del hombre en la llanura situados en el monte Mascaró han ofrecido también restos de materiales arqueológicos del neolítico antiguo en el entorno del 5000 a. C. El poblado de la Fonollera es testigo del primer poblado conocido al aire libre en l'Empordà.
La gran riqueza de yacimientos de la Edad Antigua se atribuye a la situación geográfica de la llanura del bajo Ter y el macizo, que en aquel momento se encontraba en medio de los dos grandes focos de desarrollo de Cataluña: Empúries al norte y Ullastret al sur. Se manifiestan evidencias de época ibérica en varios puntos tanto de la llanura como del macizo, y los restos cerámicos más antiguos son de los siglos VI-V aC, en el Montgrí. También son manifiestos los asentamientos de época romana. Destaca el Campo de la Gruta, una gran villa establecida entre la llanura y la montaña con una ocupación ininterrumpida de casi mil años. El historiador Pella y Forgas documenta y describe en su Historia del Ampurdán el hallazgo de un cementerio romano en las Islas Medas.
El arte románico es lo más representativo de la edad mediana en los pueblos de la llanura y alrededores del macizo, hecho que se explica con la coincidencia del nacimiento de estos pueblos y el desarrollo del románico. La iglesia de Santa María de Ullà acoge una de las esculturas románicas más relevantes de la comarca, probablemente del siglo XI.
Los templos de época gótica no son tan numerosos a la llanura, a pesar de que el municipio de Torroella de Montgrí, que se convirtió durante los siglos XIII y XIV en una de las poblaciones ampurdanesas más destacadas, es un ejemplo único de ordenación urbanística que sigue el modelo de la antigüedad. La iglesia de Santo Genís es el principal monumento gótico del Bajo Ampurdán, y también hay que situar en este momento los orígenes de la ermita de Santa Caterina.
El Mediterráneo ha sido desde siempre un mar muy transitado por barcos de los diferentes países que lo rodean. A menudo el objetivo ha sido el comercio, pero también la enemistad entre los países ha llevado las guerras y la piratería, hecho muy frecuente a lo largo de la Edad Moderna. Las Islas Medas cayeron en varias ocasiones en manos de los piratas, significaban un objetivo perfecto desde donde poder lanzar sus ataques contra el litoral. Las masías de la costa son las que sufrieron con más fuerza estos ataques que actualmente son testimoniados con las masías fortificadas que se levantan en todo el territorio. De esta época son también las fortificaciones que hoy se divisan desde la costa próxima: la torre Montgó y la torre Moratxa. Situada a caballo de los siglos XVIII y XIX, en el Montgrí existe una arquitectura tradicional, obra de grupos de personas anónimas y vinculada a la explotación agrícola e industrial del macizo, constituida por elementos de arquitectura de piedra en seco, como las barracas, feixes, márgenes, eixarts, pozos, hornos de cal, etc. El conjunto de estos elementos significa hoy un baluarte de la arquitectura mediterránea de primer orden en los Países Catalanes.
La Edad Contemporánea deja su huella en las Islas Medas, donde todavía queda una fortaleza de época napoleónica y que a finales del siglo XIX fue un lugar habitado por militares por su interés estratégico.

## Centro de documentación
El Centro de Documentación del Montgrí, las Islas Medas y el Bajo Ter tiene la misión de reunir y difundir el conocimiento generado por la investigación, la preservación, la divulgación y la gestión del patrimonio natural y cultural del territorio de los espacios protegidos Montgrí, Medas y bajo Ter. El Centro de Documentación se encuentra en el Museo del Mediterráneo de Torroella de Montgrí desde el año 2003.